# C11H18N2O2S
化学式C11H18N2O2S（摩尔质量：242.34 g/mol）可以指：
- 硫喷妥，CAS号：76-75-5
- Thioamobarbital，CAS号：4388-79-8
- 4-异硫氰基哌啶-1-甲酸叔丁酯，CAS号：496954-55-3
- N-(3-二乙氨基苯基)甲磺酰胺，CAS号：52603-47-1

|  | 这个同类索引页列出了具有相同分子式的化学物（即同分異構體）条目。 除非您是有意链接至本页，否则应将相应条目的内部链接指向正确的条目。 |